# Heinz Dieterich
Pour les articles homonymes, voir Dieterich.
Heinz Dieterich ou Heinz Dieterich Steffan est un sociologue allemand et analyste politique résidant au Mexique. Il est mieux connu pour ses idéaux de gauche. Il contribue à plusieurs revues et a publié plus de 30 livres sur les conflits en Amérique latine, la société mondiale et les controverses idéologiques qui ont caractérisé le 20e siècle, entre autres sujets philosophiques et scientifiques sociaux. Les contributions de Steffan représentent l'une des références les plus pertinentes pour analyser les implications théoriques et pratiques des mouvements marxistes anticapitalistes de gauche qui ont suivi la chute de l'URSS.

## Biographie
Né à Rotemburg, en Basse-Saxe en 1943, il est un disciple de la Nouvelle Ecole Sociologique de Brême, dans la première moitié des années 1970, il s'installe au Mexique. Depuis, il est professeur-chercheur à l'Universidad Autónoma Metropolitana (UAM). Ses contributions suggèrent un projet économique, politique et social alternatif, qui manquait aux mouvements altermondialistes durant les années 1990. C'est un grand promoteur du concept de Socialisme du XXIe siècle en le différenciant de celui du XXe siècle,,.